# Насеље Бригадира Ристића
Насеље Бригадира Ристића је градско насеље у Зрењанину. У њему се налази једна предшколска установа, вртић, основна школа, здравствена станица, тржни центар, главна пијаца и велики стамбени објекти који су изграђени од средине 1980-их до краја 1990-их. Насеље је првобитно носило назив по Борису Кидричу, да би од 1992. добило име по бригадиру српске војске - Драгутину Ристићу који је 1918. ослободио Зрењанин у Првом светском рату.
Насеље броји око 2 000 становника.
Насеље Бригадира Ристића део је Месне заједнице "Жарко Зрењанин".
Знамените личности:Борис Кидрич
Драгутин Ристић